# Cassida dehradunensis
Cassida dehradunensis es un coleóptero de la familia Chrysomelidae.
Fue descrita científicamente en 1991 por Borowiec & Takizawa.